# Stadio Quinto Ricci
Lo stadio Quinto Ricci è il maggior impianto sportivo di Aprilia (LT), ospitava le gare interne dell'Aprilia. Ha ospitato anche dalla stagione sportiva 2014-2015 alla 2015-2016 quelle della Lupa Roma. Dalla stagione 2023-2024 ospita le gare interne del Centro Sportivo Primavera che milita in Eccellenza Girone B
L'impianto è dedicato nel nome ad un giocatore dell'Aprilia deceduto tragicamente durante uno scontro di gioco a Latina il 31 dicembre 1950.
Nel 1983 l'impianto è stato luogo di riprese per il film Fantozzi subisce ancora, dove si svolsero le scene delle olimpiadi aziendali.
Il 20 giugno 2009 è stata disputata la finale della poule scudetto della Serie D tra Siracusa e Vastese (ex Pro Vasto), vinta 3 a 0 a tavolino proprio da quest'ultima.
Nel 2012 è stato oggetto di lavori di ammodernamento per essere compatibile con le regole per la sicurezza necessarie per l'uso dell'impianto nei campionati professionistici, obbligando l'Aprilia a giocare le gare interne della stagione 2011-2012 allo stadio Domenico Purificato di Fondi.
La prima gara dopo la riapertura ha visto in campo l'Aprilia e l'Aversa Normanna il 4 marzo 2012.
Nel 2014, vista l'inadeguatezza del precedente campo di Fiumicino, la Lupa Roma sceglie il Quinto Ricci quale impianto di gioco per le gare interne nel campionato di Lega Pro.
Dalla stagione 2023-2024 dovette ospitare le gare interne dell Asd Centro Sportivo Primavera in Eccellenza ma poi non fù più deciso di giocare.
Dal 2023 e al completo stato di abbandono.